# Celestino Piaggio
Celestino Piaggio (Concordia, Argentina, 20 de desembre de 1886 - Buenos Aires, 26 d'octubre de 1931) fou un pianista, director d'orquestra i compositor argenti.
Fou alumne del Conservatori de Buenos Aires sota la direcció de Villiams i d'Aguirre, i va merèixer altes distincions. El 1906 fou nomenat professor de piano d'aquell Conservatori. El 1908 es traslladà a París, ingressant en la Schola Cantorum, on perfeccionà i amplia els seus coneixements. El 1914, acabats els seus estudis, anà a Romania per passar unes vacances; però la guerra l'obligà a romandre cinc anys en aquell país, donant-se a conèixer avantatjosament com a compositor i director d'orquestra.
Abans de retornar a la seva pàtria, encara passà un any estudiant al costat de Nikisch i el 1920 tornà a Bucarest per a dirigir un concert al front de l'Orquestra Filharmònica, direcció que se li oferí, el mateix que una càtedra en el Conservatori però refusà ambdues ofertes i marxà al seu país, després de tant llarga absència, on va dirigir diverses temporades de concerts en el teatre Colón de Buenos Aires.
Entre les seves produccions es compten: Minuetto, Los dies, Página gris, humorística i dos arabescs per a piano, miniatura, andantino, gavota i dansa per a orquestra, i tres romances per a cant i piano, totes elles premiades, i que es distingeixen per l'elegància del gir melòdic, riquesa harmònica i brillant instrumentació.